# 漢考克鎮區 (愛荷華州普利茅斯縣)
漢考克鎮區（英語：Hancock Township）是位於美國愛荷華州普利茅斯縣的一個行政鎮區。

## 地方資料
根據2010年美國人口普查的數據，漢考克鎮區的面積為47.42平方千米，當中陸地面積為45.93平方千米，而水域面積為1.49平方千米。當地共有人口371人，而人口密度為每平方千米7.82人。